# Grand Mound (Iowa)
Grand Mound è un comune degli Stati Uniti d'America, situato nello Stato dell'Iowa, nella contea di Clinton.